# Namibische Faustballnationalmannschaft der Frauen
Die namibische Faustballnationalmannschaft der Frauen ist die namibische Auswahl von Faustballspielerinnen, die das Land international repräsentieren. Die Nationalmannschaft nahm bisher einmalig 2006 an einer Faustball-Weltmeisterschaft teil (5. Rang) und daraufhin erst wieder an der Weltmeisterschaft 2024.

## Internationale Erfolge
- 2006: 5. Rang (von 9 Teilnehmern)
- 2024: 8. Rang (von 11 Teilnehmern)